# جائز على شكل تي

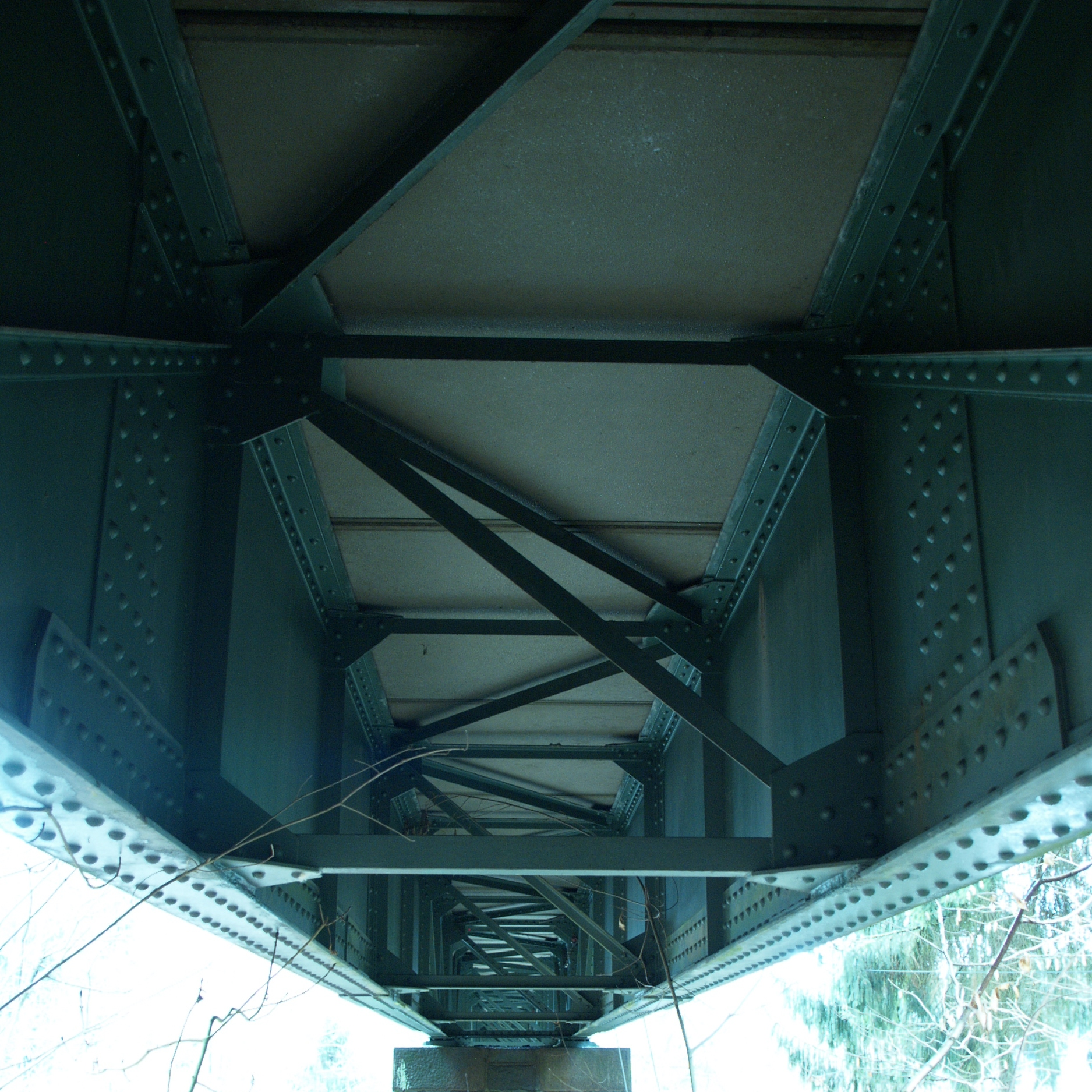

الجائز تي (بالإنجليزية: T-beam)، المستخدم في البناء، هو هيكل محمل من الخرسانة المسلحة أو الخشب أو المعدن، بمقطع عرضي على شكل حرف تي T. يعمل الجزء العلوي من هذا المقطع العرضي باعتباره جناحًا (فلنجةً) أو عنصر ضغط لمقاومة الإجهادات الضاغطة. تعمل وترة الجائز أسفل جناح الضغط على مقاومة إجهادات القص وتوفير فصل أكبر للقوى المزدوجة للانحناء.
يتميز الجائز تي بوجود عيب كبير مقارنةً بالجائز آي I لأنه لا يملك جناحًا سفليًا للتعامل مع قوى الشد. هناك طريقة واحدة لجعل الجائز تي أكثر كفاءةً من الناحية الهيكلية، وهي استخدام جائز تي مقلوب مع بلاطة خرسانية أو سطح جسر يصل إلى قمم الجوائز. إن تم ذلك بشكل صحيح، تعمل البلاطة باعتبارها جناحًا يقاوم الضغط.

## نبذة تاريخية
يمثل الجائز تي عنصرًا هيكليًا قادرًا على الصمود أمام الأحمال الكبيرة من خلال مقاومته أو تسليحاته الداخلية. في بعض النواحي، يرجع تاريخ الجائز تي إلى أول مرة شكّل فيها الإنسان جسرًا مع عمود وسطح. على أي حال، إن الجائز تي، بمعنى ما، ليس سوى عمود مع طبقة أفقية في الأعلى، أو في الأسفل في حالة الجائز تي المقلوب. يُطلق على الجزء الرأسي للجائز الذي يحمل قوى الشد اسم «وترة الجائز»، ويُطلق على الجزء الأفقي الذي يحمل الضغط اسم «الجناح» (الفلنجة). تغيرت المواد المستخدمة في بنائه على مر السنين، ولكن الهيكل الأساسي بقي نفسه.
تحتوي هياكل الجوائز تي مثل ممرات الطرق السريعة، والمباني، ومرائب وقوف السيارات، على مواد إضافية تُضاف إلى الجانب السفلي حيث ينضم جناح الجائز مع وترته لتقليل تعرضه للإجهاد الناتج عن القص. على الرغم من ذلك، تظهر بعض الفروق عندما يبحث المرء بشكل أعمق في تصميم الجوائز تي. 

## التصاميم
يحتوي الجائز تي، رغم بساطة تصميمه، على عناصر تصميم متعددة ذات أهمية. على عكس الجائز آي، يفتقر الجائز تي إلى الجناح السفلي، فتقل التكلفة من ناحية المواد، ولكن يفقد مقاومته لقوى الشد. ومع ذلك، في مرائب وقوف السيارات، يُعد عدم وجود الجناح السفلي للجائز تي ميزةً، إذ تستند وترة الجائز إلى الجناح، ما يجعل الجناح نفسه السطح العلوي.
تأتي تصاميم الجائز تي بأحجام وأبعاد عديدة بناءً على الهيكل وما يتحمله من إجهاد ناتج عن قوى الضغط والشد. تُعد بساطة الجائز تي موضع تساؤل الذين سيختبرون أكثر من بنية معقدة واحدة؛ على سبيل المثال، اختبرت مجموعة من الباحثين الجائز تي المقلوب الذي تحتوي وترته على فتحات دائرية، وكانت النتائج متباينة ولكنها إيجابية بشكل عام. بناء على ذلك، إن الوقت الإضافي والجهد المبذول في إنشاء هيكل أكثر تعقيدًا يبرهن على فائدته. الأمر الأكثر بساطة الذي يجب أخذه بعين الاعتبار هو المواد التي تشكل الجائز.

## المواد

### جوائز تي المعدنية
تتضمن عملية تصنيع الجوائز تي المعدنية مراحل عدة، أولها الدرفلة على الساخن، ويليها تشكيل المعدن، ثم لوحة اللحام، وأخيرًا تركيب الضغط. تُعد عملية ربط الدرافيلِ الكبيرة لوحَين صلبين معًا شائعةً في الجوائز غير الحاملة. الحقيقة هي أنه بالنسبة لمعظم الطرق والجسور اليوم، من العمليّ إدخال الخرسانة في التصميم. إن بنية معظم الجوائز تي ليست من المعدن وحده أو الخرسانة وحدها، بل مكونة من كليهما، أي الخرسانة المسلحة. رغم أن المصطلح قد يشير إلى إحدى طرق التسليح، يقتصر التعريف عمومًا على الخرسانة المصبوبة حول حديد التسليح. يدل هذا على أنه عند النظر في المواد المتاحة لتحمل الإجهاد الناتج عن التعرض لقوى الضغط والشد، يحتاج المهندسون إلى الأخذ بعين الاعتبار احتمال عدم وجود مادة واحدة كافية للمهمة؛ بدلًا من ذلك، قد يكون الجمع بين مواد متعددة معًا الحل الأفضل، ولذلك، من الأمثل استخدام المعدن والخرسانة معًا. 

### جوائز تي الخرسانية المسلحة
الخرسانة وحدها هشة، لذلك تخضع بشكل مفرط لإجهادات القص التي يعانيها الجائز تي حيث تلتقي الوترة مع الجناح. هذا هو السبب في الجمع بين المعدن والخرسانة في الجائز تي. قد تؤدي مشكلة إجهاد القص إلى فشل الأجنحة في الانفصال عن الوترات عندما تكون معرضة للحمل. لكن هذا قد يكون كارثيًا إذا سُمح بحدوثه في الحياة العملية؛ ومن ثم هناك حاجة حقيقية إلى التخفيف من هذا الاحتمال عبر تسليح الجائز تي.
يُطرح في بعض المنشآت المركبة العديد من الأسئلة حول تفاصيل التصميم التي تتضمن التوزيع المثالي المحتمل للخرسانة والمعدن: «من أجل تحديد دالة الهدف، من الضروري معرفة نسبة تكلفة المعدن إلى تكلفة الخرسانة». يوضح هذا سبب صياغة المعادلات فقط في حالة امتلاك المرء معلومات كافية، وذلك بالنسبة إلى جميع جوانب تصميم الجوائز تي المركبة.

== المراجع ==
1. ↑  Ching، Francis D.K. (1995). A Visual Dictionary of Architecture. New York: John Wiley and Sons. ص. 203. ISBN:978-0-471-28451-2.
2. ↑  "Continuous Span Reinforced Concrete Tee Beam Bridge" (PDF). Virginia Department of Transportation. ديسمبر 2011. مؤرشف من الأصل (PDF) في 2014-02-02. اطلع عليه بتاريخ 2015-04-25. {{استشهاد بدورية محكمة}}: الاستشهاد بدورية محكمة يطلب |دورية محكمة= (مساعدة)
3. ↑  Ambrose، James؛ Tripeny، Patrick (2007). Simplified design of concrete structures (ط. 8th). Chichester: Wiley. ص. 104. ISBN:978-0-470-04414-8. مؤرشف من الأصل في 2016-05-20. اطلع عليه بتاريخ 2015-04-26.
4. ↑  Chajes، Michael J.؛ Januszka، Ted F.؛ Mertz، Dennis R.؛ Thomson، Theodore A., Jr.؛ Finch، William W., Jr. (1 مايو 1995). "Shear Strengthening of Reinforced Concrete Beams Using Externally Applied Composite Fabrics". Structural Journal. ج. 92 ع. 3. DOI:10.14359/1130. مؤرشف من الأصل في 2020-03-12. اطلع عليه بتاريخ 2015-04-26.{{استشهاد بدورية محكمة}}:  صيانة الاستشهاد: أسماء متعددة: قائمة المؤلفين (link)
5. ↑  Furlong، Richard W.؛ Ferguson، Phil M.؛ Ma، John S. (يوليو 1971). "Shear and Anchorage Study of Reinforcement in Inverted T-Beam Bend Cap Girders" (PDF). Research Report No. 113-4. مؤرشف من الأصل (PDF) في 2017-08-10. اطلع عليه بتاريخ 2015-04-26.
6. ↑  Cheng، Hock Tian؛ Mohammed، Bashar S.؛ Mustapha، Kamal Nasharuddin (3 مارس 2009). "Experimental and analytical analysis of pretensioned inverted قالب:Tbeam-beam with circular web openings". International Journal of Mechanics and Materials in Design. ج. 5 ع. 2: 203–215. DOI:10.1007/s10999-009-9096-4.
7. ↑  University، Jack C. McCormac, Clemson University, Russell H. Brown, Clemson (2014). Design of reinforced concrete (ط. Ninth edition, ACI 318-11 Code). Hoboken, NJ: Wiley. ISBN:978-1-118-12984-5. مؤرشف من الأصل في 2016-05-12. اطلع عليه بتاريخ 2015-04-26.{{استشهاد بكتاب}}:  صيانة الاستشهاد: أسماء متعددة: قائمة المؤلفين (link)
8. ↑  Paramasivam، P.؛ Lee، S. L.؛ Lim، T. Y. (9 يناير 1987). "Shear and moment capacity of reinforced steel-fibre-concrete beams". Magazine of Concrete Research. ج. 39 ع. 140: 148–160. DOI:10.1680/macr.1987.39.140.148.
9. ↑  Chou، Takashi (أغسطس 1977). "Optimum Reinforced Concrete T-Beam Sections". Journal of the Structural Division. ج. 103 ع. 8: 1605–1617. مؤرشف من الأصل في 2020-03-12. اطلع عليه بتاريخ 2015-04-26.